# Paz Lenchantin

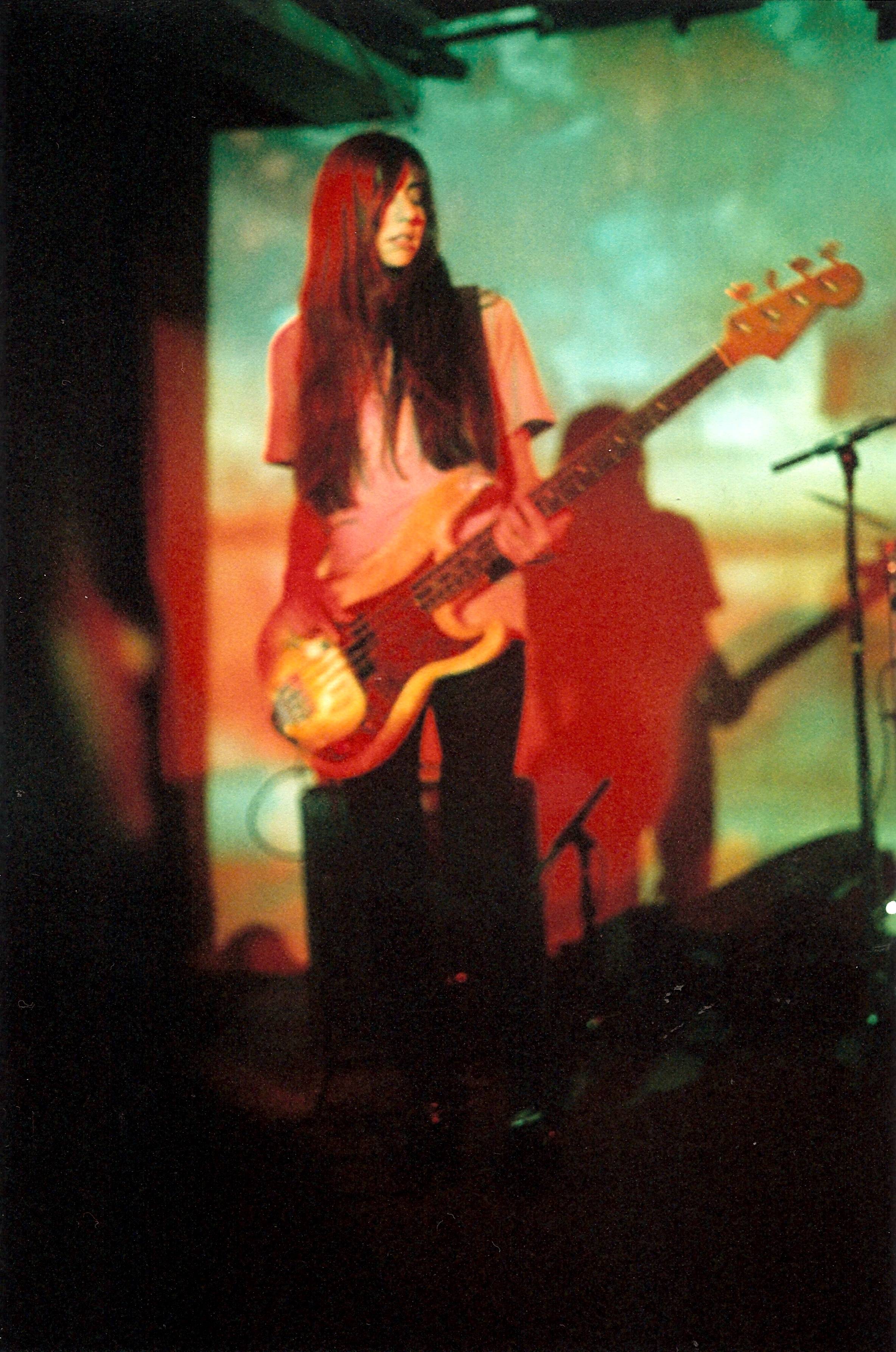
Paz Lenchantin, 2010

Paz Lenchantin (* 12. Dezember 1973 in Mar del Plata, Argentinien) ist eine US-amerikanische Musikerin.

## Leben
Als Paz Lenchantin vier Jahre alt war, zog sie mit ihrer Familie nach Los Angeles, Kalifornien. Mit fünf Jahren begann sie, Klavier zu spielen. Mit acht Jahren nahm sie Geigenunterricht und mit zwölf brachte sie sich das Gitarrespielen bei. Sie spricht fließend Spanisch und Englisch. Ihre Schwester Ana ist ebenfalls Musikerin. Mit ihr und ihrem jüngeren Bruder Luciano arbeitet sie oft zusammen.

## Karriere als Musikerin
Lenchantin gründete gemeinsam mit Billy Howerdel, Josh Freese, Troy Van Leeuwen und Maynard James Keenan die Band A Perfect Circle. Sie spielte mit ihnen die Alben Mer de Noms und Thirteenth Step ein. Lenchantin verließ die Gruppe später wieder, um mit Billy Corgan, Jimmy Chamberlin, Matt Sweeney und David Pajo in der Band Zwan zu spielen. 2002 gründete Lenchantin gemeinsam mit Melissa Auf der Maur (The Smashing Pumpkins und Hole), Samantha Maloney und Radio Sloan (The Need) eine neue Band mit dem Namen The Chelsea. Diese weibliche Supergroup spielte nur eine Show, bevor die Musikerinnen eigene Wege gingen. Lenchantin kehrte zu A Perfect Circle zurück, um auf deren Cover-Album eMOTIVe (erschienen am 2. November 2004, Platz 2 der Billboard 200) Geige und Klavier zu spielen. Sie steuerte weiterhin eine Coverversion von The Hollow zu aMOTION bei, einer CD/DVD-Veröffentlichung von A Perfect Circle. Im Jahr 2005 arbeitete Lenchantin mit Entrance auf deren Album Prayer of Death sowohl als Koproduzentin als auch als Bassistin und Violinistin zusammen. Bereits auf dem vorangegangenen Entrance-Album Wandering Stranger (2004) war sie vertreten. Später wurde sie ständiges Mitglied der Band. Zudem stieg sie Ende 2013 als Nachfolgerin von Kim Deal bei den Pixies ein, die sie 2024 wieder verließ.
Als Gastmusikerin spielte Lenchantin Geige bei einem Lied des Albums Songs for the Deaf von Queens of the Stone Age. Sie spielte mit David Pajo in dessen Band Papa M und steuerte die Streicherparts zum Album Tanglewood Numbers von den Silver Jews bei. Sie war auf Tournee mit RTX/Jennifer Herrema von Royal Trux. 2002 spielte sie auf dem Album The Lonely Position of Neutral von Trust Company, 2005 spielte sie Geige auf dem Lied Dividing Lines von Kaura. Sie arbeitete und tourte außerdem mit Jarboe von der Band Swans. 2004 hatte sie einen Auftritt als Bassistin im Musikvideo zu Passive, einem Lied von A Perfect Circle. Lenchantin spielte Bass auf dem selbstbetitelten Debütalbum von Brightblack Morning Light, das bei Matador Records erschien. Sie arbeitete mit dem Regisseur Michael Mann in dessen Film Miami Vice und spielte Violine in verschiedenen Szenen. Sie spielte Geige auf Melissa Auf der Maurs ersten Soloalbum Auf der Maur. 2008 schrieb Paz am Lied Denial Waits von Ashes Divide mit und spielte Violine auf Jenny Lewis’ zweiten Studioalbum Acid Tongue, 2009 spielte sie Bass auf dem selbstbetitelten Album von Into The Presence.
Neben ihrer Karriere als Gastmusikerin zahlreicher bekannter Bands fand Lenchantin die Zeit, zwei Soloalben zu produzieren, die sie über ihre Myspace-Seite vertreibt.

## Diskografie
Soloalben
- Yellow mY skYcaptain (2000)
- Songs for Luci (2006)

mit A Perfect Circle

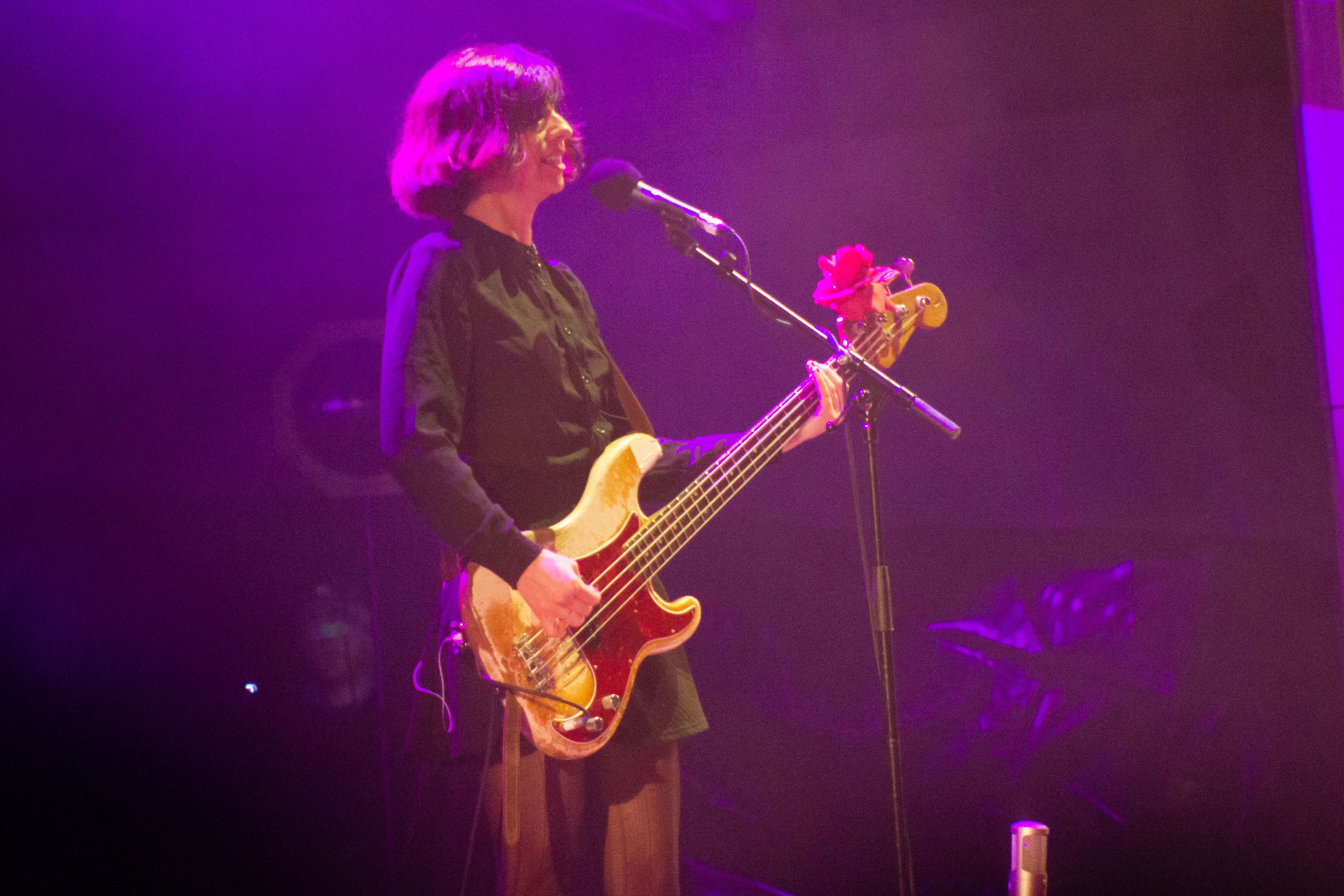
Paz Lenchantin, 2014

- Mer de Noms (2000) (Streicher; Bass auf Sleeping Beauty und Judith)
- Thirteenth Step (2003) (Streicher auf Gravity)
- eMOTIVe (2004) (Klavier, Streicher)
- aMOTION (2004) (Akustikgitarre; Klavier; Streicher)

mit Trust Company
- The Lonely Position of Neutral (2002)

mit Zwan
- Mary Star of the Sea (2003)

mit Melissa Auf der Maur
- Auf Der Maur (2004)

mit Silver Jews
- Tanglewood Numbers (2005)

mit Brightblack Morning Light
- Brightblack Morning Light (2006) (Bass; Klavier)

mit Entrance
- Wandering Stranger (2004)
- Prayer of Death (2006)
- The Entrance Band (2009)

Gastbeiträge
- Queens of the Stone Age – Songs for the Deaf (2002) (Streicher auf Mosquito Song)
- Kaura – Kaura EP (2005) (Violine auf Dividing Lines)
- Ashes Divide – Keep Telling Myself It's Alright (2008) (Co-Autor von Denial Waits)
- Jenny Lewis – Acid Tongue (2008) (Violine auf Black Sand)